# Seyed Mohammad Oreyzi

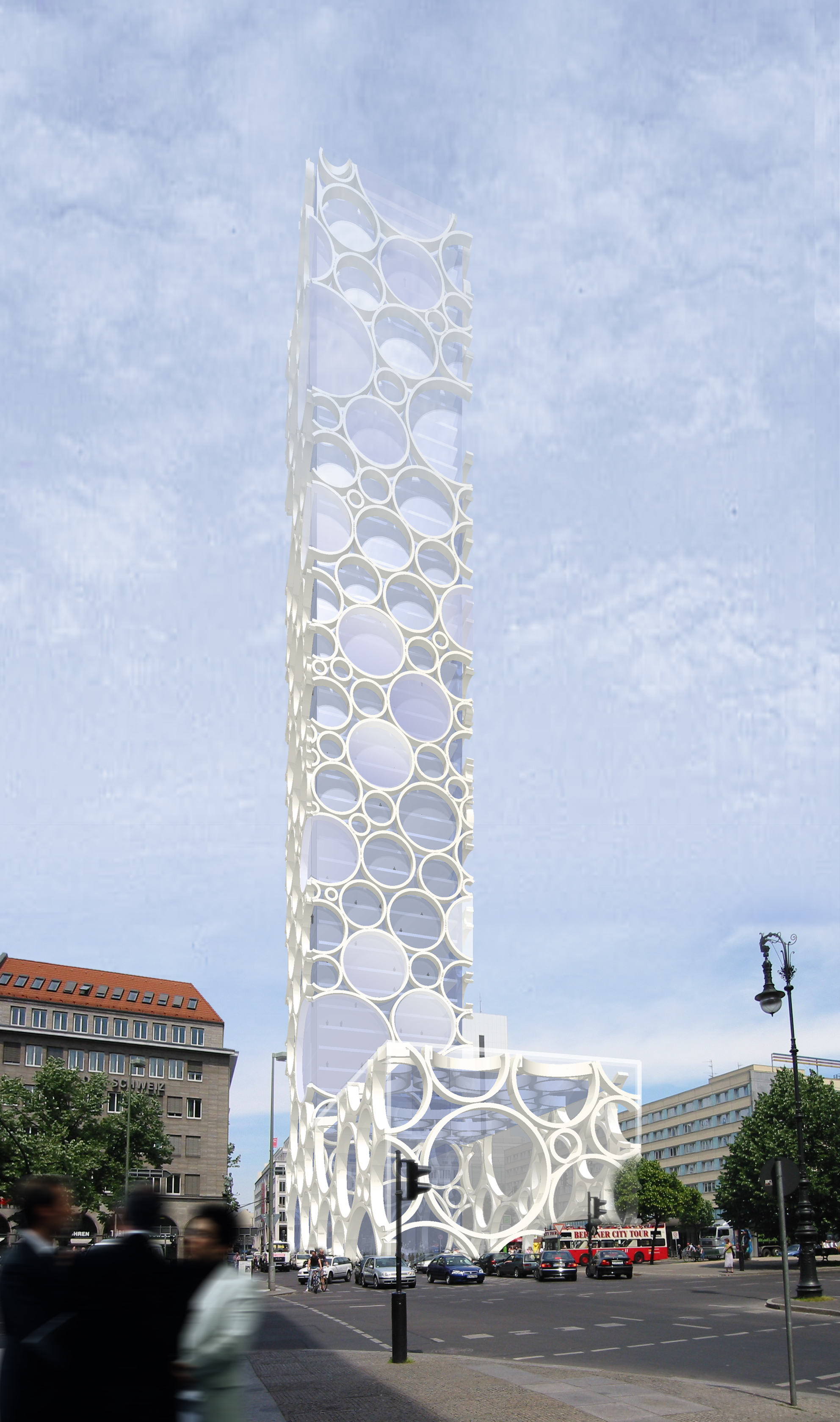
Bubble Highrise 1, Berlin (2012)

Seyed Mohammad Oreyzi (persisch سيد محمد اوريزى; * 29. September 1959 in Schiras, Iran; † 11. April 2020) war ein iranischer Architekt und Künstler.
Seit 1974 lebte Seyed Mohammad Oreyzi in Europa. Zuerst in London, später in Köln, wo auch sein architektonischer und künstlerischer Werdegang begann. 1989 gründete er smo architektur in Köln. In seinen Arbeiten forschte, entwickelte und experimentierte er mit ungewöhnlichen Strukturen, die die traditionelle Trennung von Gestalt und Konstruktion in der Architektur überwinden. Beispielhaft für seine Arbeit war das 2004 zusammen mit Thomas van den Valentyn fertiggestellte Max-Ernst-Museum in Brühl, sowie der Entwurf für das „Bubble-Highrise“ in Berlin.
Oreyzi erhielt einige Preise und Auszeichnungen, unter anderem den Thüringer Staatspreis für Architektur und Städtebau und den Deutschen Kritikerpreis. Seine Arbeiten wurden in der nationalen und internationalen Presse publiziert und auf der 6. internationale Architektur Biennale in Venedig ausgestellt.
Oreyzi starb 2020 im Alter von 60 Jahren. Seine Grabstätte befindet sich auf dem Kölner Melaten-Friedhof.